# Mobile Battleship Nadesico - The Movie - Il principe delle tenebre
Mobile Battleship Nadesico - The Movie - Il principe delle tenebre (機動戦艦ナデシコ 劇場版,?, Kidō Senkan Nadeshiko gekijō ban) è un film d'animazione del 1998 diretto da Tatsuo Sato.
Il soggetto è tratto dalla serie televisiva Mobile Battleship Nadesico. Il film è stato presentato in Italia il 21 gennaio 2005 nel corso del Future Film Festival. È stato successivamente pubblicato in DVD ad opera della Dynit.
La storia del film è un seguito diretto agli eventi raccontati nel gioco per Sega Saturn Mobile Battleship Nadesico: The Blank of Three Years, un videogioco ambientato nell'immediato futuro della serie televisiva, e rappresenta una conclusione per la storia. Il film ha vinto il primo premio dell'Animage Anime Grand Prix nel 1998.

## Trama
2199 Sono passati tre anni dalla conclusione degli eventi della serie televisiva. La Terra e la federazione di Jovian sono arrivati ad una tregua. Tuttavia, Akito e Yurika sono entrambi spariti, presumibilmente morti in una esplosione di qualche anno prima, ed una nuova minaccia per la pace si sta prospettando. Ruri Hoshino, ormai cresciuta e diventata capitano della tecnologica Nadesico B, decide di svelare il mistero.
Gran parte dei personaggi della serie fanno la loro comparsa per aiutare Ruri. Infatti, una parte del film vede Ruri e i suoi due subordinati impegnati al reclutamento di un nuovo equipaggio. Molti della vecchia ciurma sono profondamente cambiati; il pilota di Aestivalis Ryoko adesso ha i capelli scuri, anziché verdi, ma altri, come Izumi, non sono cambiati affatto. L'unico nuovo membro degno di nota è il giovane Hari Makibi, che è innamorato di Ruri, ed è un prodigio dell'ingegneria genetica, in grado di comandare da solo l'intera Nadesico. Hari funge anche da elemento comico del film, dato che ha la tendenza a far prevalere le proprie emozioni su di sé.
La dottoressa Inez Fressange, che ha messo a punto il sistema di Boson Jumping aiuterà nuovamente la ciurma a fare luce sui fatti che stanno accadendo nella Flotta Spaziale ad opera di una misteriosa organizzazione segreta, e sul pianeta Giove.